# Kabinett Branco
Das Kabinett Branco war die 13. Regierung São Tomé und Príncipes, auf portugiesisch die XIII Governo Constitucional de São Tomé e Príncipe. Die Regierung des afrikanischen Inselstaates São Tomé und Príncipe wurde am 22. Juni 2008 von Premierminister Joaquim Rafael Branco gebildet, nachdem die vorherige ADI–MDFM–PCD Koalition unter Premierminister Patrice Trovoada mit seinem PCD–MDFM Kabinett während eines Misstrauensvotum am 20. Mai zerbrach.
Das Wahlbündnis MDFM–PCD einigte sich mit der MLSTP-PSD auf eine große Koalition unter Führung von Branco.
| Regierungskoalition    | Mandate |
| ---------------------- | ------- |
| MLSTP-PSD – MDFM – PCD | 43/55   |

Als im Dezember 2009 der amtierende Präsident de Menezes von seiner Partei MDFM auf einem außerordentlichen Parteitag zum Parteivorsitzenden gewählt wurde, kam es zum Streit zwischen ihm und Premierminister Branco (MLSTP-PSD), ob diese Ämterhäufung mit der Verfassung vereinbar sei. Als Konsequenz verließen die vier MDFM Minister die Regierung, sodass das Kabinett Branco im Januar 2010 in leicht geänderter Form vereidigt wurde.
| Regierungskoalition | Mandate |
| ------------------- | ------- |
| MLSTP-PSD – PCD     | 31/55   |

Dem Kabinett gehörten folgende Minister an:
| Partei | Partei | Amt                                                                                                   | Amtsinhaber           |
| ------ | ------ | --- | --------------------- |
|        | MLSTP  | Premierminister                                                                                       | Joaquim Rafael Branco |
|        | MLSTP  | Außenminister                                                                                         | Carlos Tiny           |
|        | MLSTP  | Ministerin für Verteidigung                                                                           | Elsa Pinto            |
|        | MLSTP  | Kultusministerium                                                                                     | Jorge Bom Jesus       |
|        | PCD    | Gesundheitsminister                                                                                   |                       |
|        | MDFM   | Minister für Inneres                                                                                  |                       |
|        | MDFM   | Ministerin für Arbeit, Solidarität und Familie                                                        |                       |
|        | MDFM   | Minister für natürliche Ressourcen, Energie und Umwelt                                                |                       |
|        | MLSTP  | Ministerin für Finanzen                                                                               | Ângela Viegas         |
|        | MDFM   | Minister für Justiz, öffentliche Verwaltung, staatliche Reformen und Parlamentarische Angelegenheiten |                       |
|        | PCD    | Minister für öffentliche Arbeiten, Infrastruktur, Transport- und Kommunikationswesen                  |                       |
|        | PCD    | Minister für Landwirtschaft, Fischerei und ländliche Entwicklung                                      |                       |
|        | PCD    | Minister für soziale Kommunikation, Jugend und Sport                                                  |                       |
|        | MLSTP  | Minister für Handel, Industrie und Tourismus                                                          | Celestino Andrade     |